# Sint-Jozefkapel (Halle)

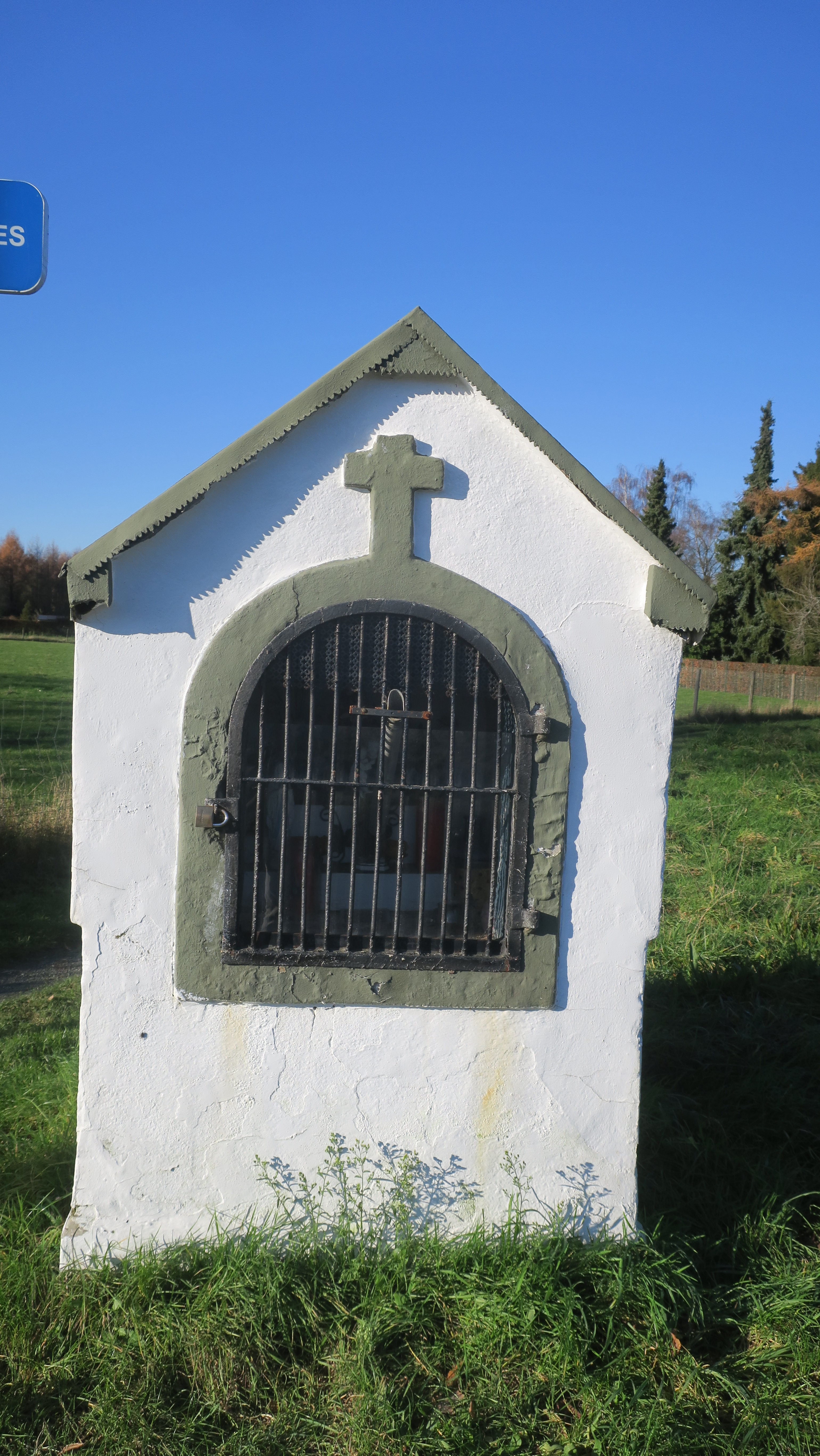

De Sint-Jozefkapel bevindt zich in de Vlaams-Brabantse gemeente Halle. De veldkapel is gelegen aan de Dries, schuin tegenover het huisnummer 20 en dateert uit het einde van de negentiende eeuw.
De bakstenen pijlerkapel is bepleisterd en is bedekt met een zadeldak. De nis is omlijst en heeft bovenaan een kruis. Binnenin is de nis met tongewelf bepleisterd en beschilderd. Heden prijken er twee beelden van Antonius van Padua.